# آمال عظيمة (مسلسل 2023)
آمال عظيمة (بالإنجليزية: Great Expectations)‏ هو مسلسل تاريخي من اخراج ستيفين نايت مبني على رواية من تأليف تشارلز ديكينز، بدأ عرض المسلسل على قناة بي بي سي الأولى بتاريخ 26 مارس 2023م، ثم عُرض في الولايات المتحدة الأمريكية على قناة إف أكس هولو بنفس اليوم.

## القصة
تتناول القصة بشكل عام موضوع التباين الطبقي في المجتمعات، وتدور أحداث المسلسل حول قصة بلوغ فتى يتيم أسمه "بيب" لديه آمال كبيرة في الحياة.
يلتقي "بيب" بأمرأة غريبة الأطوار أسمها "هافيشام" وتعرفه على عالم غامض مليء بالإمكانات يواجه فيه "بيب" مختلف التحديات ليصبح رجل ذو مكانه مرموقة كما يأمل.

## قائمة الممثلين[4]
- فيون وايتهيد بدور بيب
- جوني هاريس بدور ماج ويتش
- تريستان جرافيلا بدور كومبيسون
- أوين ماكدونل بدور جو
- هايلي سكوايرز بدور سارة
- مات بيري بدور السيد بومبليشوك
- أوليفيا كولمان السيدة هافيشام
- آشلي توماس بدورجاجيرز
- شالوم برون فرانكلين بدور إستيلا
- لوري أوغدن بدور بيدي
- رودي دارمالينجام بدور جون ويميك

## الحلقات[5]
| ر. الإجمالي | العنوان    | المخرج      | الكاتب     | تاريخ العرض الأصلي |
| ----------- | ---------- | ----------- | ---------- | ------------------ |
| 1           | «الحلقة 1» | برادي هود   | ستيفن نايت | 26 مارس 2023       |
| 2           | «الحلقة 2» | برادي هود   | ستيفن نايت | 26 مارس 2023       |
| 3           | «الحلقة 3» | برادي هود   | ستيفن نايت | 2 أبريل 2023       |
| 4           | «الحلقة 4» | برادي هود   | ستيفن نايت | 9 أبريل 2023       |
| 5           | «الحلقة 5» | سميرة رادسي | ستيفن نايت | 16 أبريل 2023      |
| 6           | «الحلقة 6» | TBD         | TBD        | 23 أبريل 2023      |

## الإنتاج
أُعلن في مايو عام 2020م أن المخرج ستيفن نايت سيقوم بإعداد المسلسل التلفزيوني بالتعاون مع قناة بي سي سي و إف إكس بعد إنتاجه كريسماس كارول.
وفي فبراير من عام 2022م تم الإعلان عن طاقم العمل من الممثلين ، وبدأ تصوير المسلسل بتاريخ مارس 2022م في كل من باكلر هارد ووهامبشاير ببريطانيا.

## الاستقبال الجماهيري
سجل المسلسل 37 مراجعة وعلى نسبة 41% على موقع روتين توميتوز، إذ أجمعت غالبية المراجعات على أن العمل لم يعطي الرواية الكلاسيكية حقها. وفي موقع ميتاكريتك، حاز المسلسل على 52 نقطة من أصل 100 بناء على 17 مراجعة كانت غالبيتها متضاربة في الآراء.